# Gracilinanus dryas
la marmosa grácil duende (Gracilinanus dryas) es una especie de marsupial didelfimorfo de la familia Didelphidae propia del este de Colombia y suroeste de Venezuela.